# Šimon Bárta
Šimon Bárta (ur. 27 października 1874 w Žimuticach, zm. 2 maja 1940) – czeski duchowny rzymskokatolicki, biskup czeskobudziejowicki.

## Biografia
16 marca 1889 w Rzymie otrzymał święcenia prezbiteriatu i został kapłanem diecezji czeskobudziejowickiej. Pracował na jej terenie jako duszpasterz i katecheta.
16 grudnia 1920 papież Benedykt XV mianował go biskupem czeskobudziejowickim - pierwszym po uzyskaniu niepodległości przez Czechosłowację i pierwszym mianowanym przez papieża (jego poprzedników mianowali cesarze austriaccy, a papież jedynie zatwierdzał lub odrzucał nominację). 20 lutego 1921 w katedrze św. Mikołaja w Czeskich Budziejowicach przyjął sakrę biskupią z rąk arcybiskupa praskiego Františka Kordača. Współkonsekratorami byli biskup litomierzycki Josef Jindrich Gross oraz biskup pomocniczy praski Jan Nepomuk Sedlák.
Urząd pełnił do śmierci. Pochowany został na cmentarzu św. Otylii w Czeskich Budziejowicach.